# Lista das 500 melhores canções de todos os tempos da revista Rolling Stone
A lista das "500 melhores canções de todos os tempos" (Originalmente 500 Greatest Songs of All Time) foi feita em 2004 pela revista norte-americana Rolling Stone e publicada em novembro de 2005. A escolha foi baseada na votação de 172 músicos, críticos, e pessoas ligadas a indústria da música. Assim como outras inúmeras listas existentes, as escolhas causam controvérsias e muito debate em vários círculos.
A lista é composta predominantemente por artistas norte-americanos e britânicos, sendo 357 dos Estados Unidos e 117 do Reino Unido. Segundo a lista mais atual, a música mais recente é "Moment of Surrender" (#160) do U2, do ano de 2009.
Com 23 canções, os Beatles estão em primeiro lugar em número de canções na lista. Eles são seguidos pelos Rolling Stones com 14 canções; Bob Dylan com 12; Elvis Presley 11; The Beach Boys 9; U2 8; Jimi Hendrix 7; Chuck Berry; James Brown; Prince; Led Zeppelin e Sly & the Family Stone 6; Elton John; Ray Charles 5; e Pink Floyd, David Bowie, Marvin Gaye, Nirvana e Aretha Franklin com 4 canções.

## Top 10
As dez canções mais bem posicionadas, segundo a publicação:
1. "Like a Rolling Stone" - Bob Dylan
2. "(I Can't Get No) Satisfaction" - The Rolling Stones
3. "Imagine" - John Lennon
4. "What's Going On" - Marvin Gaye
5. "Respect" - Aretha Franklin
6. "Good Vibrations" - The Beach Boys
7. "Johnny B. Goode" - Chuck Berry
8. "Hey Jude" - The Beatles
9. "Smells Like Teen Spirit" - Nirvana
10. "What'd I Say" - Ray Charles

## Estatísticas
A lista é composta na maior parte de artistas estadunidenses e britânicos: das 500 canções,
- 357 são dos EUA;
- 117 do Reino Unido.

O terceiro país mais representado é a República da Irlanda com doze canções, depois vem o Canadá com dez. A lista só inclui uma canção não cantada na língua inglesa, "La Bamba" de Ritchie Valens e só três canções do Século XXI.
- A canção mais velha na lista é "Rollin' Stone" de 1948 (em 459º lugar).

A única outra canção da década de 1940 é de Hank Williams, "I'm So Lonesome I Could Cry" de 1949 (111º lugar).
- A canção mais recente da lista é o sucesso Irlandês, de 2009, do U2: "Moment of Surrender" (160º lugar).

O conjunto com mais canções é:
- The Beatles, com 23 canções na lista.

O único artista ocupando dois lugares no top 10 é:
- John Lennon (solo, 3º lugar, e com o grupo, The Beatles, 8º lugar).

Entre outros conjuntos com múltiplas canções, encontram-se:
- Rolling Stones (doze canções)
- Elvis Presley (onze canções)
- Johnny Cash (onze canções)
- Bee Gees (onze canções)
- U2 (oito canções)
- The Beach Boys (sete)
- Jimi Hendrix (sete)

E, os demais que tem seis canções cada:
- Simply Red
- Chuck Berry
- James Brown
- Prince
- Led Zeppelin
- Sly & The Family Stone